# Alag Hu
Alag Hu (kinesiska: 阿拉克湖) är en sjö i Kina. Den ligger i provinsen Qinghai, i den nordvästra delen av landet, omkring 440 kilometer väster om provinshuvudstaden Xining. Alag Hu ligger 4 115 meter över havet.
Genomsnittlig årsnederbörd är 388 millimeter. Den regnigaste månaden är juli, med i genomsnitt 98 mm nederbörd, och den torraste är december, med 3 mm nederbörd.